# Drago volante (anime)
Drago Volante (とびだせ!マシーン飛竜?, Tobidase! Machine Hiryū) è un anime giapponese del 1977 della Tatsunoko composto di 21 episodi.
La serie mescola elementi con le serie Time Bokan e Superauto Mach 5 della stessa Tatsunoko ma è cooprodotto con la Toei Animation. 
Quest'opera è nata alla fine degli anni '70 in risposta al boom degli anime legato alle supercar di quel periodo. Nasceranno infatti in quello stesso anno quattro anime di corse automobilistiche, tra cui Formula 1 Gekisou! Rubenkaiser TV Ehon non trasmesso in Italia, Supercar Gattiger, Grand Prix e il campionissimo e questo lavoro, che è l'unico anime comico tra questi.

## Trama
La serie descrive in modo comico le varie gare che si avvicendano tra due squadre: la squadra del presidente Misaki e quella del presidente Gapporin.
I capi delle due compagnie automobilistiche decidono di combattersi nell'arena automobilistica sostenendo diversi team di macchine da corsa. Il presidente Gapporin ingaggia Ciccio (Okkanabichi) il pilota supremo, mentre il presidente Misaki Konzern assume Riki Kazama, un guidatore relativamente non esperto per l'auto prototipo conosciuta come Drago Volante (Machine Hiryu).
Ricky, che fino a quel momento era un pilota del tutto sconosciuto, viene quindi ingaggiato e presentato dal presidente Misaki a sua nipote Nanà al fine di partecipare a numerose gare automobilistiche e a suo fratello Chuta, il meccanico della squadra. Ma come in tutte le storie ci sono sempre i cattivi di turno: la squadra del presidente Gapporin. Fanno capo a questa scuderia Ciccio, noto pilota del tutto scorretto, sua moglie ingegnere e tecnico Icarine, sua figlia BumBum ed una cagnolina anziana con dentiera in oro di nome Natasha. Questi metteranno in moto qualsiasi cosa pur di portare a casa una vittoria, ma saranno sempre fermati da Riki e la sua squadra.
Si nota come dal nono episodio in poi, la trama cambia per includere personaggi del luogo della gara. Ricky e gli altri saranno coinvolti in gruppi di cospirazione diversi dalla squadra Gapporin.

## La squadra
Personaggi della Scuderia dei Buoni
- Il presidente Misaki
- Il pilota Riki che guida il Drago Volante
- La sua aiutante Nanà Misaki nipote del presidente
- Il meccanico bambino Chuta Misaki fratello di Nanà
- Una scimmietta Hideki identica a quella di "Superauto Match 5"

Scuderia dei Cattivi
- Il presidente Gapporin
- Il pilota Ciccio (Occanabitchi tarchiato e forzuto)
- Il tecnico ingegnere Icarine (simile a Miss Dronio delle "Time Bokan") moglie di Ciccio
- La figlia della coppia Bun Bun che cerca sempre di fare danni alla squadra avversaria
- La cagnolina anziana Natasha.

## Doppiaggio
| Personaggi | Voce italiana    |
| ---------- | ---------------- |
| Ciccio     | Bruno Cattaneo   |
| Nanà       | Daniela Caroli   |
| Riki       | Alessio Cigliano |
| Yuri       | Daniela Caroli   |

## Episodi
| Nº | Titolo italiano Giapponese 「Kanji」 - Rōmaji                                                                   | In onda    | In onda |
| Nº | Titolo italiano Giapponese 「Kanji」 - Rōmaji                                                                   | Giapponese |         |
| 1  | Inizia la stagione 「ナンデス高原大爆走！」 - nandesu kōgen dai bakusō!                                         | 05/10/1977 |         |
| 2  | Corsa tra i vulcani 「黒こげ！火の海大レース」 - kurokoge! Hi no kaita rēsu                                     | 12/10/1977 |         |
| 3  | La gara africana 「走れや走れ！猛獣地獄」 - hashireya hashire! Mōjū jigoku                                      | 19/10/1977 |         |
| 4  | Corsa tra i ghiacci 「ブルブル！流氷大レース」 - buruburu! Ryūhyō dai rēsu                                      | 26/10/1977 |         |
| 5  | Il dinosauro rubato 「ゴミ砂漠ドッキリ！恐竜レース」 - gomi sabaku dokkiri! Kyōryū rēsu                         | 02/11/1977 |         |
| 6  | Terre misteriose 「ミステリーゾーン？くたくたレース」 - misuterīzōn? Kutakuta rēsu                              | 09/11/1977 |         |
| 7  | Gara nella foresta 「アラゾン秘境ビクビクレース」 - arazon hikyō bikubikurēsu                                   | 16/11/1977 |         |
| 8  | Operazione Himalaya 「チビッコ救出！ヘマラヤ大作戦」 - chibikko kyūshutsu! Hemaraya dai sakusen                 | 23/11/1977 |         |
| 9  | Principe per un giorno 「二人三脚！アベコベレース」 - nininsankyaku! Abekoberēsu                                | 30/11/1977 |         |
| 10 | L'arma segreta 「チンケ博士救出！ヒヤヒヤレース」 - chinke hakase kyūshutsu! Hiyahiyarēsu                       | 07/12/1977 |         |
| 11 | La rosa d'oro 「ヒョウの恩がえしドキドキレース」 - hyō no on ga eshi dokidokirēsu                               | 14/12/1977 |         |
| 12 | Corsa per la vita 「危機一発？人質大レース」 - kiki ippatsu? Hitojichi dai rēsu                                 | 21/12/1977 |         |
| 13 | L'isola del vulcano 「大陸沈没！ブクブクレース」 - tairiku chinbotsu! Bukubukurēsu                              | 28/12/1977 |         |
| 14 | I ladri del deserto 「ジジババと四人の盗賊」 - jijibaba to shi-ri no tōzoku                                     | 04/01/1978 |         |
| 15 | L'auto Pipistrello 「ジーギルタックとハイドカー！大追跡」 - jīgirutakku to haidokā! Dai tsuiseki                | 11/01/1978 |         |
| 16 | Meteora 「トラック野郎！ハイウェイ大レース」 - torakku yarō! Haiu~ei dai rēsu                                   | 25/01/1978 |         |
| 17 | La trasfusione 「大戦争！ハラハラレース」 - dai sensō! Harahararēsu                                             | 08/02/1978 |         |
| 18 | Il vecchio maestro 「美人レーサー！ムチムチレース」 - bijin rēsā! Muchimuchirēsu                                | 22/02/1978 |         |
| 19 | Reperti Archeologici 「黄金ザクザク欲張りレース」 - bijin rēsā! Muchimuchirēsu                                  | 08/03/1978 |         |
| 20 | Il ladro di gioielli 「謎のレーサー！メカ大魔王」 - nazo no rēsā! Meka dai maō                                  | 22/03/1978 |         |
| 21 | L'uomo più ricco del mondo 「オッカナビッチ昔の名前で出ています」 - okkanabitchi mukashi no namae de dete imasu | 29/03/1978 |         |